# ...In Translation
…In Translation é o décimo sétimo episódio de Lost e o décimo sétimo episódio da primeria temporada da série. Foi dirigido por Tucker Gates e escrito por Javier Grillo-Marxuach e Leonard Dick. Foi ao ar originalmente em 23 de Fevereiro de 2005 pela ABC. O episódio foca o flashback em Jin-Soo Kwon.

## Sinopse
Jin lembra como começou a trabalhar para o pai de Sun e como se afastou da esposa, renegou o passado humilde à medida que foi se envolvendo com o trabalho e com os desmandos do pai de Sun. Sayid e Shannon começam um caso amoroso. Michael avança no seu projeto de construir uma jangada. Quase terminada, no entanto, a jangada é incendiada por alguém e a culpa recai sobre Jin. Sawyer captura Jin, que é espancado por Michael até que Sun intervém, tendo, entretanto, que revelar para todos que sabia falar inglês. Jin passa a desprezar Sun. Locke descobre que havia sido Walt quem havia queimado a jangada.